# Eremotrichoma deserticola
Eremotrichoma deserticola är en tvåvingeart som beskrevs av Nina Krivosheina 1992. Eremotrichoma deserticola ingår i släktet Eremotrichoma och familjen vattenflugor.
Artens utbredningsområde är Kazakstan. Inga underarter finns listade i Catalogue of Life.